# La Roche-Canillac
La Roche-Canillac is een gemeente in het Franse departement Corrèze (regio Nouvelle-Aquitaine) en telt 173 inwoners (2005). De plaats maakt deel uit van het arrondissement Tulle.

## Geografie
De oppervlakte van La Roche-Canillac bedraagt 3,0 km², de bevolkingsdichtheid is 57,7 inwoners per km².
De onderstaande kaart toont de ligging van La Roche-Canillac met de belangrijkste infrastructuur en aangrenzende gemeenten.

## Demografie
Onderstaande figuur toont het verloop van het inwonertal (bron: INSEE-tellingen).